# アルバとアメリカ合衆国の関係
本記事では、アルバとアメリカ合衆国の二カ国関係について述べる。
アルバはオランダ王国の構成国の一つであり、第一にオランダ政府を介して外交を行う。

## 職員
本頁では、主要なアメリカの職員を以下に示す。
- 使節団長（英語版）—欠員
- 前使節団長—ジェームズ・アール・ムーア(James R. Moore) (2013年-2015年)

在アルバ、キュラソー、シント・マールテン、ボネール米国領事館はキュラソー島のウィレムスタットにある。